# ماري روجرز وليامز
ماري روجرز وليامز (بالإنجليزية: Mary Rogers Williams)‏ هي رسامة أمريكية، ولدت في 30 سبتمبر 1857، وتوفيت في 17 سبتمبر 1907.